# 东京少年
《东京少年》（日语：東京少年）是一部2008年上映的日本电影，由平野俊一执导，堀北真希主演。影片讲述了一位少女分裂的双重人格之间无法实现的爱情故事。

## 剧情概要
影片采用了三个不同的视角，来描述一个复读生少年与一个有着双重人格的少女的故事。
十九岁的藤木美奈斗自九岁起父母双亡，与奶奶相依为命，在一家便利店做店员。她自九岁起就与一个叫做“夜”(或譯奈特)的笔友通信往来，互述心事，但彼此从未见过面。一日，奈斗在便利店工作时不慎碰倒了正在选购的顾客唐泽秀，压扁了店里的饭团。秀反而将压扁的饭团买下了。两人自此都对对方生出好感。美奈斗将自己的心情告诉了夜。然而夜却在回信中劝美奈斗不要与秀来往。美奈斗和秀开始约会了，两人十分投机。然而美奈斗发现自己在约会时失去了记忆。在家里的床上醒来后，美奈斗发现手机中秀的照片和秀的联络方式都消失了。然而秀再次出现了。秀告诉美奈斗，美奈斗在上次约会中突然离开了。美奈斗向秀坦白了自己身体的问题：她常常会失去一段时间的记忆，不记得自己在这段时间里做了什么。秀建议美奈斗到医院去，让担任脑科医师的父亲为美奈斗做详细检查。美奈斗在接受检查时再次失去了记忆。她在自己床上醒来后，急忙打电话给秀，却听到秀“暂时不要见面”的要求。美奈斗十分痛苦，只能向夜倾诉自己对秀的思念。不久后，美奈斗在街上遇到了秀。秀告诉美奈斗，自己已经考上了大学，并且早已有女朋友了，提出和美奈斗分手。美奈斗失恋后再一次体会到了失去父母时的寂寞，迫切地想见到夜。她开始在每次投递的邮箱处等待夜。一天，美奈斗回到家里时发现门边有一把钥匙。夜里，她按照夜的地址找了过去，却发现那里竟是一所废弃的学校。她在地下室里找到了自己寄出的信。突然，美奈斗望见了镜中的自己，内心泛起了异样的感觉，她晕了过去。
二十岁的唐泽秀爱好摄影，却被做医生的父亲要求考医学院。连续两年落榜的他从家中搬出，自己租了个公寓。父亲以为他专心准备重考，来看望他时却发现他仍然在玩摄影，大为恼火，将他拍的照片丢出窗外。这些照片却被美奈斗拾到了，并挂在便利店前的圣诞树上。秀从此便爱上了美奈斗，常常到便利店里，希望引起美奈斗的注意。两人终于开始第一次约会了，但美奈斗却在秀要吻她时突然生气地离去，再无联络。秀以为是自己太过鲁莽，心中沮丧，又不敢主动打给美奈斗。他再次到便利店去，才确定美奈斗并没有讨厌自己。美奈斗向秀透露了自己身体上的问题。秀建议美奈斗到父亲的医院做脑部检查。检查後美奈斗匆匆离开，秀想要追上去，却被父亲叫住。父亲对美奈斗的态度很不满意，让秀别和她来往，可秀仍旧追上了美奈斗。他发现，这时的美奈斗并不是美奈斗。
秀追上的美奈斗其实是夜，美奈斗身体内的另一个人格。夜是美奈斗失去父母後极度自责痛苦时诞生的。美奈斗将信系在气球上，希望能到达天国的父母手中，却收到了夜的回信。夜是为了保护美奈斗而产生的第二人格，但美奈斗对此一无所知。夜逐渐爱上了美奈斗，然而他与美奈斗无法相见。美奈斗爱上了秀，夜却讨厌秀。他嫉妒秀能够与美奈斗见面，也害怕自己在美奈斗心中的地位被秀取代。他劝阻美奈斗与秀交往，又在约会时觉醒离去，还删除了秀的照片与联络方式。脑部检查的时候，夜又觉醒了，嘲弄了秀的父亲后便欲离开，却被秀發现。夜恐吓秀，让他停止与美奈斗交往，可看着美奈斗信中对秀的思念之情，夜无比痛苦。他知道自己无法像秀一样，自己的存在只是阻碍着美奈斗得到幸福。
秀从父亲处得知，消除双重人格必须得到另一人格的理解。他从美奈斗的奶奶那里了解了美奈斗父母的死因，在美奈斗面前讲伤心的往事，逼出了夜。秀劝说他为美奈斗的幸福着想。夜终于决定自我消失，让美奈斗得到幸福。美奈斗和秀终于走到了一起。秀给美奈斗看夜的照片，美奈斗看着照片上的“自己”，却觉得仿佛是另一个熟悉的人……

## 演职员

### 演员
- 堀北真希 饰演 藤木美奈斗/朝倉夜
- 石田卓也 饰演 唐泽秀
- 草村礼子 饰演 藤木菊江（藤木美奈斗的祖母）
- 平田满 饰演 唐泽洋二（唐泽秀的父亲）

### 制作人员
- 导演：平野俊一
- 制作人：高西伸儿、渡边香、仲尾雅至
- 编剧：渡边睦月
- 音乐：远藤浩二
- 摄影：高柳知之
- 灯光：锄野雅彦
- 音声：小高康太郎
- 美术：樱井阳一
- 剪辑：佐野由里子
- 音响效果：小山秀雄

## 相关
- 堀北真希与石田卓也在深夜中拍摄打架场面时动静太大，曾经让附近居民误以为两人真的在打架而通知了警方。警察到场后询问堀北真希是否有事，最后摄制人员向警方解释才澄清误会。[1]